# Гнанараджа, Ранита
Ранита Гнанараджа — правозащитница и юристка из Шри-Ланки. Известна за работу по защите прав жертв насильственных исчезновений и лиц, задержанных в соответствии с Законом о предотвращении терроризма. Известно, что Ранита оказывала бесплатную юридическую помощь заключенным, задержанным без предъявления обвинения. В 2021 году она получила Международную женскую награду за отвагу.
Гнанараджа также занимала должность начальницы юридического отдела Центра (Legal Department of the Centre, CHRD). С 2006 года она продолжила карьеру в Доме прав человека. Она проводила исследование домашнего насилия и указала на недостатки полицейских участков Шри-Ланки. Согласно её исследованию, расследованию большинства дел, поданных женщинами, пытавшимися защитить себя от домогательств, ставились препятствия. Гнанараджа также проводила кампании по информированию общественности, которые повлияли на расширение доступа к женским приютам и консультационным службам.